# Thulium(II)-iodid
Thulium(II)-iodid ist eine anorganische chemische Verbindung des Thuliums aus der Gruppe der Iodide.

## Gewinnung und Darstellung
Thulium(II)-iodid kann durch Reduktion von Thulium(III)-iodid mit Thulium im Vakuum bei 800 bis 900 °C gewonnen werden.
{\displaystyle \mathrm {Tm+2\ TmI_{3}\longrightarrow 3\ TmI_{2}} }
Auch die Darstellung durch Reaktion von Thulium mit Quecksilber(II)-iodid ist möglich.
{\displaystyle \mathrm {Tm+HgI_{2}\longrightarrow TmI_{2}+Hg} }
Ebenfalls möglich ist die direkte Darstellung aus Iod und Thulium.
{\displaystyle \mathrm {Tm+I_{2}\longrightarrow TmI_{2}} }

## Eigenschaften
Thulium(II)-iodid ist ein schwarzer Feststoff. Die Verbindung ist äußerst hygroskopisch und kann nur unter sorgfältig getrocknetem Schutzgas oder im Hochvakuum aufbewahrt und gehandhabt werden. An Luft geht Thulium(II)-iodid unter Feuchtigkeitsaufnahme in Hydrate über, die aber instabil sind und sich mehr oder weniger rasch unter Wasserstoff-Entwicklung in Oxidiodide verwandeln. Mit Wasser spielen sich diese Vorgänge noch sehr viel schneller ab. Die Verbindung besitzt eine Kristallstruktur vom Cadmium(II)-iodid-Typ.

## Verwendung
Thulium(II)-iodid wird zur Förderung der Kreuzkupplung von 2-Acetylthiophen oder Ethyl-2-thiophencarboxylat mit Aldehyden und Ketonen in Tetrahydrofuran bei Raumtemperatur verwendet. Es wird auch als Reduktionsmittel ähnlich wie Samarium(II)-iodid benutzt.